# Tage Erlander
Tage Fritiof Erlanderⓘ (ur. 13 czerwca 1901 w Ransäter, zm. 21 czerwca 1985 w Sztokholmie) – szwedzki polityk.
Od 1928 do 1938 redaktor naczelny i wydawca encyklopedii Svensk Uppslagsbok, w 1928 wstąpił do Szwedzkiej Socjaldemokratycznej Partii Robotniczej (SAP). Był deputowanym do parlamentu od 1933 do 1975, ministrem bez teki (1944-1945) i ministrem oświaty (1945-1946). W latach 1946–1969 premier i przewodniczący SAP. Realizował politykę państwa opiekuńczego. W szkolnictwie wprowadził przymusowe dziewięć lat nauki. Opowiadał się za neutralnością Szwecji, angażując się jednocześnie w działalność na polu ONZ i wspierając kraje Trzeciego Świata.
Ożenił się w 1930 z Ainą Andersson, z którą miał dwoje dzieci. Napisał pamiętniki Tage Erlander (1972-1976).